# Tizgane
Tizgane  (in arabo تزكان‎?) è un centro abitato e comune rurale del Marocco situato nella provincia di Chefchaouen, regione di Tangeri-Tetouan-Al Hoceima. Conta una popolazione di 12 773 abitanti (censimento 2014).